# 최면 감수성
최면 감수성은 사람이 얼마나 쉽게 최면에 걸리는지 측정하는 지표이다. 고전적 및 현대적으로 여러 유형의 스케일이 사용된다. 일반적으로 고려되는 것으로는 최면 감수성의 하버드 그룹 척도(Harvard Group Scale ,HGSS)와 스탠포드 최면 감수성 척도(Stanford Hypnotic Susceptibility Scale,SHSS)가  알려져있다.

## 같이 보기
- 해리성 장애